# اوربان تومان
اوربان تومان (اسلوونیایی: Urban Toman؛ زادهٔ ۲۱ اکتبر ۱۹۹۷) بازیکن والیبال اهل اسلوونی است.